# Cicinho (football, 1988)
Pour les articles homonymes, voir Jésus (homonymie), Gusmão et Cicinho (homonymie).
Neuciano de Jesus Gusmão, plus couramment appelé Cicinho, né le 26 décembre 1988 à Belém, est un footballeur international brasilo-bulgare. Il évolue au poste d'arrière latéral au sein de l'EC Noroeste.

## Biographie
Cicinho commence sa carrière dans le club de sa ville natale, le Clube do Remo. Il remporte deux fois le championnat du Pará. En décembre 2008, il signe avec l'Esporte Clube Juventude. Il termine la saison avec 14 matchs pour un but, son club étant relégué à l'échelon inférieur.
En décembre 2009, il signe avec le Brasiliense Futebol Clube. Il termine la saison avec 27 matchs, son club étant encore relégué au niveau inférieur.
En novembre 2011, il signe avec l'Associação Atlética Ponte Preta. Il fait ses débuts en Serie A le 20 mai, lors d'une défaite 0-1 contre l'Atlético Mineiro. Il marque son premier but en faveur du club le 5 août, avec une victoire 2-1 contre Cruzeiro EC à la clé.
Le 26 juin 2013, Cicinho signe un contrat de 5 ans avec le Santos FC. Il fait ses débuts en faveur de son nouveau club le 21 juillet contre le Coritiba FC, remplaçant Leandrinho en seconde mi-temps.
Le 26 juillet 2015, il signe avec le club bulgare du Ludogorets Razgrad, pour une somme de 3,1 millions d'euros. Il réalise ses débuts avec le club bulgare le 26 juillet contre l'équipe du Tcherno More Varna.

## Palmarès

### En club
- Avec le Clube do Remo
  - Champion du Pará en 2007 et 2008

- Avec le Brasiliense Futebol Clube
  - Champion de Brasilia en 2011

- Avec le Santos Futebol Clube (Santos)
  - Champion de São Paulo en 2015

- Avec le PFC Ludogorets Razgrad
  - Championnat de Bulgarie en 2016, 2017, 2018, 2019, 2020 et 2021
  - Coupe de Bulgarie : Finaliste 2017

### Distinctions personnelles
Il figure dans l’équipe type de l'année du championnat de São Paulo en 2014.